# ČAS-service
	ČAS - SERVICE a.s., v letech 1992–1997 ČSAD ČAS Znojmo a.s., prezentující se v rámci skupiny ČAS Znojmo, je autobusový dopravce ze Znojma.

## Historie
Společnost vznikla jako ČSAD ČAS Znojmo s.r.o. v roce 1992 privatizací (osobní i nákladní doprava) státního podniku ČSAD Znojmo, který vznikl transformací dopravního závodu národního podniku ČSAD Brno, který sídlil ve Znojmě, Dobšická 2 a měl číslo 613. Do tohoto závodu spadaly i provozovny v Moravském Krumlově v ulici Okružní a v Miroslavi v ulici Nádražní. V posledních letech[kdy?] zůstal dopravci pro účely dopravy již pouze rozsáhlý areál na Dobšické ulici ve Znojmě, kde se nachází i administrativní budova firmy.[zdroj?]
V roce 1997 se změnil název společnosti na ČAS - SERVICE a.s. V roce 2014 byly akcie na majitele nahrazeny akciemi na jméno. Není veřejně známo, kdo jsou vlastníci akcií, obchodní rejstřík nezmiňuje žádného majoritního vlastníka.[zdroj?]
Až do roku 2003 byl v okrese Znojmo majoritním dopravcem včetně MHD ve Znojmě. Se vznikem krajů došlo v roce 2002 k sjednocení cen dopravního výkonu na 26 Kč ve všech okresech, což pro okres Znojmo znamenalo snížení ceny, s čímž dopravce nesouhlasil. Z tohoto důvodu se společnost ČAS–SERVICE dostala do několikaletého soudního sporu s Krajským úřadem Jihomoravského kraje. Na konci června 2003 vydal krajský úřad licence dopravcům Znojemská dopravní společnost - PSOTA, Břežanská dopravní společnost, BK BUS a BDS, které začal dotovat na linkách do té doby provozovaných ČASem. Až do konce května 2005 ČAS provozoval vybrané spoje na regionálních linkách v komerčním režimu a duplicitně s novými dopravci. Poté ČAS provozoval pouze MHD ve Znojmě a Moravském Krumlově (linka 830510). O linku 830510 přišel po výběrovém řízení v roce 2006 při rozšiřování IDS JMK, linku poté provozovala společnost Znojemská dopravní společnost - PSOTA. O provoz ve Znojmě přišel k poslednímu prosinci roku 2009 ze stejného důvodu. Dále už společnost provozovala pouze dálkové linky. Od roku 2018 je společnost již v autobusové dopravě neaktivní.[zdroj?]
Postupem času docházelo k utlumování činností společnosti. Poté, co došlo v roce 2018 k definitivnímu ukončení provozování autobusové dopravy, zůstala aktivní prakticky již pouze cestovní kancelář[zdroj?] s nabídkou pronájmu apartmánů Auster v Chorvatsku.
Začátkem roku 2025 došlo po několika letech k aktualizaci webu společnosti, kdy se zde objevila „Výzva k převzetí listinných akcií společnosti ČAS - SERVICE a.s. v řádné době“. Současně s tím taktéž došlo k výrazným změnám v areálu společnosti, kdy byla v prvních měsících roku 2025 sešrotována několik let opuštěná vozidla v majetku dopravce. V březnu 2025 vyhořela bývalá administrativní budova společnosti, Policie požár vyšetřuje jako úmyslný čin. Administrativní budova byla následně v průběhu dubna a května 2025 vyklizena.[zdroj?]
V červnu 2025 došlo k převedení vlastnických podílů společnosti BASIS Inc. s.r.o. na nové majitele. Ti, prostřednictvím firmy IMA Holding, s.r.o., následně představili plán na vybudování nové obytné čtvrti v oblasti bývalého areálu dopravce.

## Linky
Přehled provozovaných linek v roce 2017:
- Linka 830020: Znojmo-Žďár nad Sázavou-Hradec Králové
- Linka 830040: Znojmo-Jindřichův Hradec-České Budějovice

Po ukončení provozu regionálních linek společnost provozovala mimo výše uvedené také dálkové linky 830110 Znojmo – Brno, 830010 Znojmo – Praha, 830050 Znojmo – Ostrava, 000389 Praha – Dubrovnik. Ty však byly postupně omezovány a rušeny.
Přestože společnost nadále provozuje přes spřízněnou firmu BASIS Inc. s.r.o. znojemské autobusové stanoviště, nebyli noví regionální dopravci od roku 2003 na toto nádraží puštěni. Tato situace byla vyřešena až v roce 2010, kdy byl otevřen nový přestupní terminál v těsném sousedství vlakového nádraží.
V červnu 2018 byla ukončena linka do Č. Budějovic a v říjnu 2018 byla ukončena linka do Hradce Králové. Od té doby dopravce v podstatě zanikl a tím se i uzavírá historie dopravního závodu ČSAD ve Znojmě.[zdroj?]

## Vozový park
V roce 2003 společnost vyvinula ve spolupráci s VUT Brno vlastní a zároveň první elektrobus v ČR. Jedná se o typ Škoda 21Eb, postavený ze skeletu trolejbusu typu Škoda 21Tr.[zdroj?] Vozidlo se po několika letech odstavení podařilo v květnu 2025 odprodat spolku ŠKODA-BUS klub Plzeň z.s. za účelem muzejního zachování.
V roce 2017 byl vozový park následující:
| Typ                       | Počet | Nátěr |
| ------------------------- | ----- | ----- |
| Iveco TurboDaily 45-12    | 1     | šedá  |
| Karosa C954.1360          | 4     | bílá  |
| Karosa Axer 12M C956.1074 | 1     | bílá  |
| Irisbus Ares 15M          | 1     | bílá  |

Tato vozidla zůstala po ukončení provozování linkové dopravy opuštěna v areálu dopravce. Mimo to se zde nacházelo ještě také několik dalších dlouhodobě odstavených vozidel či vraků (částečně ještě i z doby provozování MHD ve Znojmě). Naprostá většina z těchto vozidel byla mezi únorem a dubnem 2025 na místě sešrotována.

## Další činnosti
Společnost ČAS - SERVICE a.s. (případně spřízněná společnost ČAS Znojmo s.r.o. nebo BASIS Inc. s.r.o.) provozovala mimo autobusovou dopravu také velké spektrum služeb především ve Znojmě a jeho okolí. Patřily mezi ně například:[zdroj?]
- Cestovní kancelář (zájezdy, apartmány Auster v Chorvatsku)
- Čerpací stanice (ul. Suchohrdelská, později nový provozovatel)
- Centrum sportu a oddychu (ul. Suchohrdelská)
- Samoobslužná podejna potravin (v přízemí administrativní budovy na ul. Dobšická)
- Cash&Carry distribuce potravin a drogerie (ul. Suchohrdelská, na budově je dodnes patrné logo společnosti)
- Stanice technické kontroly (areál ul. Dobšická)

Dohledat lze také zmínky o výrobě stavebního materiálu, provozování dílenských a vývojových prací, pneuservisu, závodního lékaře, rekreačního areálu (RS Spálený mlýn) a celní deklarace.
V současné době[kdy?] se zdá být společnost již prakticky neaktivní. Postupem času bylo provozování většiny z těchto služeb ukončeno, nicméně některé činnosti převzaly v původních provozovnách jiné společnosti. Tyto provozovny zůstaly ve vlastnictví spřízněné společnosti BASIS Inc. s.r.o. a jsou nadále pronajímány novým provozovatelům.[zdroj?]